# Belle-maman bat les records
Pour plus de détails, voir Fiche technique et Distribution.
Belle-maman bat les records est un film muet français réalisé par Jean Durand, sorti en 1908.

## Fiche technique
- Titre : Belle-maman bat les records
- Réalisation : Jean Durand
- Société de production : Pathé Frères
- Pays d'origine :  France
- Langue : film muet avec les intertitres  en français
- Format : Noir et blanc — 35 mm — 1,33:1 — Muet
- Métrage : 85 mètres (1 bobine)
- Genre : Comédie
- Durée : 3 minutes
- Numéro de catalogue Pathé : 2440
- Dates de sortie : 
  -  France : octobre 1908
  -  États-Unis : 11 décembre 1908

## Distribution
- Rastrelli